# 3 Маријас, Карил Франсиско И. Мадеро, Гранха (Франсиско И. Мадеро)
3 Маријас, Карил Франсиско И. Мадеро, Гранха (шп. 3 Marías, Carril Francisco I. Madero, Granja) насеље је у Мексику у савезној држави Коавила у општини Франсиско И. Мадеро. Насеље се налази на надморској висини од 1110 м.

## Становништво
Према подацима из 2010. године у насељу је живело 6 становника.

### Хронологија
| Година       | 2010 |
| ------------ | ---- |
| Становништво | 6    |

### Попис
| # | Индикатор                     | Вредност |
| - | ----------------------------- | -------- |
| 1 | Укупно домаћинстава           | 1        |
| 2 | Укупно насељених домаћинстава | 1        |
| 3 | Величина локације             | 1        |